# 杨石先
杨石先（1897年1月8日—1985年2月19日），原名绍曾，以字行，又名允柱，男，蒙古族，原籍安徽怀宁，生于浙江杭州，中国化学家和教育家，在应用化学研究和南开大学的建设方面卓有成就，是南开大学的第三任校长和南开大学化学学科的奠基人。

## 生平

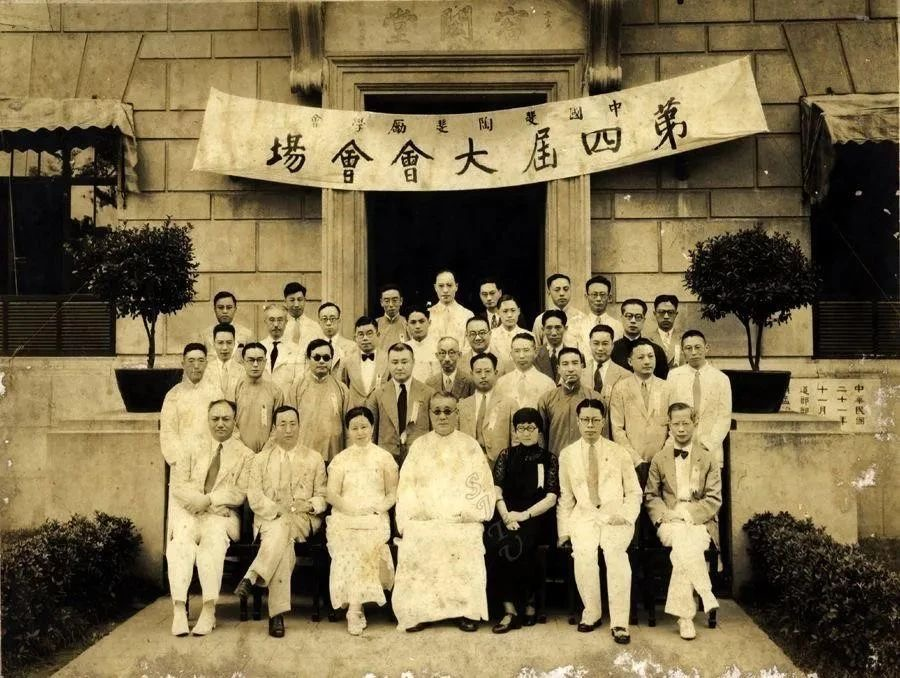
1937年7月2日，中国斐陶斐励学会第四届大会，前排正中间为会长、南开大学校长张伯苓，前排右二为副总干事、南开大学教授杨石先，二排左四为北洋大学校长李书田

楊石先出身世家，祖父楊秉璋，清朝咸豐六年（1856年）進士，曾任翰林院學士，四川學政。楊石先為家中長子，其弟楊繼曾曾任中華民國經濟部長。杨石先于1918年和1929年赴美国康奈尔大学和耶鲁大学攻读化学，并取得耶鲁大学博士学位。
楊石先為中國共產黨黨員。1949年中華人民共和國成立。1954年，他当选为第一届全国人大代表。9月，他出席第一届全国人大第一次会议讨论宪法草案，期间并发言。1955年成为中国科学院院士。1957年到1969年任南开大学校长，后来经历了文化大革命，但他坚持真理，蔑视强梁。1979年，他被重新任命为南开并于1979年到1981年再次任南开大学校长一职。1980年3月15日，中国科学技术协会第二次全国代表大会在北京召开，会议选出第二届全国委员会，其被选为副主席。

## 纪念
南开大学八里台校区敬业广场有纪念杨石先教授的雕像《杨石先校长》。